# Otocinclus flexilis
Otocinclus flexilis är en fiskart som beskrevs av Cope, 1894. Otocinclus flexilis ingår i släktet Otocinclus och familjen Loricariidae. Inga underarter finns listade i Catalogue of Life.